# Gabriele von Schlippenbach
Gabriele von Schlippenbach (Pseudonyme: Herbert Rivulet, Herbert Rivutat, * 22. Oktoberjul. / 3. November 1846greg. in Fischröden bei Durben, Gouvernement Kurland als Eleonore Elise Adelheid Emma Gabriele von der Ropp; † 20. Juli 1937 in Stolberg (Rheinland)) war eine deutsche Schriftstellerin.

## Leben
Gabriele von Schlippenbach stammte aus der adligen Familie von der Ropp und war eine Tochter des Gutsbesitzers Theophil Freiherr von der Ropp. Sie wuchs mit neun Geschwistern auf dem väterlichen Gut auf. Nach dem Verkauf des Gutes zog die Familie 1870 nach Libau. 1872 heiratete Gabriele den Assessor Gustav Freiherr von Schlippenbach. Sie lebte mit ihm bis 1874 in Polangen bei Memel, wo ihr Ehemann Gutsverwalter war. Ab 1877 waren die Eheleute ansässig in Grobin, wo Gustav von Schlippenbach als Gerichtsassessor wirkte, und ab 1881 in Libau. 1891 verstarb Gustav von Schlippenbach, nachdem er seines Amtes als Polizeimeister enthoben worden und daraufhin schwer erkrankt war. 
Gabriele von Schlippenbach trug in den folgenden Jahren mit literarischen Arbeiten zum Unterhalt ihrer dreiköpfigen Familie bei. Ihre Werke erschienen zuerst in deutschsprachigen Zeitschriften des Baltikums, später auch in Buchform. Gabriele von Schlippenbach lebte später in Differdingen (Luxemburg) und zuletzt in Stolberg (Rheinland). Gabriele von Schlippenbachs literarisches Werk umfasst Romane – darunter den in mehreren Auflagen erschienenen Kriminalroman "Subotins Erbe" – und Erzählungen. 

## Werke
- Ums Brot. Berlin 1899.
- Benita – die Gesegnete. Aarburg 1901.
- Ich will es sühnen. Dresden [u. a.] 1901.
- Ein Mutterherz. Ehre Vater und Mutter. Unser erster Weihnachtsbaum. Berlin 1903 (unter dem Namen Herbert Rivulet).
- Erkämpft. Berlin 1904.
- Jugendschuld. Regensburg 1904.
- Lebenskrisen. Berlin 1905.
- Subotins Erbe. Dresden [u. a.] 1905. Neuausgabe Hofenberg, Berlin 2021, ISBN 978-3-7437-3952-9.
- Verblutet. Regensburg 1905.
- Höhenmenschen. Regensburg 1910.
- In Dur und Moll. Regensburg [u. a.] 1910.
- Wirrsale. Regensburg [u. a.] 1910.
- Sonnensehnsucht. Berlin 1911.
- Aus der Bahn geschleudert. Berlin 1913.
- Aus Mangel an Beweisen. Dresden 1917.
- Die Schuld des Vaters. Dresden 1918.
- Wenn er wiederkehrt. Dresden 1918.